# Day in the Life
Day in the Life è un singolo del rapper britannico Central Cee, pubblicato il 15 giugno 2020 come primo estratto dal primo mixtape Wild West.

## Descrizione
Prodotta da Frosty Beats, la strumentale è stata scritta in chiave sol minore, e i battiti per minuto sono pari a 108.

## Tracce
Testi di Oakley Caesar-Su, musiche di Frosty Beats.
1. Day in the Life – 3:08

## Formazione
- Central Cee – voce, testo
- Frosty Beats – produzione
- Strikez In The Mix – mastering, missaggio

## Classifiche
| Classifica (2020-22) | Posizione massima |
| -------------------- | ----------------- |
| Grecia               | 98                |
| Irlanda              | 96                |
| Regno Unito          | 44                |